# The Pearl of Death
The Pearl of Death  este un film de mister din 1944 regizat de Roy William Neill, cu Basil Rathbone în rolul lui Sherlock Holmes și Nigel Bruce ca Dr. Watson, al nouălea din cele paisprezece astfel de filme în care a fost implicată perechea de actori.

## Distribuție
- Basil Rathbone - Sherlock Holmes
- Nigel Bruce - Dr. John H. Watson
- Evelyn Ankers - Naomi Drake
- Dennis Hoey - Inspector Lestrade
- Miles Mander - Giles Conover
- Ian Wolfe - Amos Hodder
- Charles Francis - Digby
- Holmes Herbert - James Goodram
- Richard Nugent - Bates
- Mary Gordon - Mrs. Hudson
- Rondo Hatton - The Creeper
- Wilson Benge - Second Ship's Steward
- Billy Bevan - Constable
- Harry Cording - George Gelder
- Al Ferguson - Security Guard
- Colin Kenny - Security Guard
- Connie Leon - Ellen Carey
- John Merkyl - Doctor Julien Boncourt
- Leyland Hodgson - Customs Officer
- Lillian Bronson - Harker's Housekeeper
- Harold De Becker - Boss
- Leslie Denison - Police Sergeant Murdock
- J.W. Austin - Police Sergeant Bleeker
- Arthur Mulliner - Thomas Sandeford
- Arthur Stenning - First Ship's Steward
- Eric Wilton - Conover's Chauffeur
- Charles Knight - Bearded Man
- Audrey Manners - Body of Teacher